# Haskell (Teksas)
Haskell je grad u američkoj saveznoj državi Teksas. Prema popisu stanovništva iz 2010. u njemu je živjelo 3.322 stanovnika.